# 豊平 (馬)
豊平（とよひら、1889年3月25日 - 1910年11月11日）は日本の種牡馬。品種不詳（スタンダードブレッド、または同系種の可能性が高いとされる）。競走馬としての実績は皆無、しかも血統不詳でありながら大種牡馬として明治期北海道の競馬界に君臨した。
体高4尺8寸5分、体長4尺9寸、胸囲5尺5寸6分。

## 生涯
1889年3月25日、北海道真駒内種畜場で生まれる。母の第八（第八茅）号（明治18年米国産 黒鹿毛 スタンダードブレッド）は豊平を受胎した状態で明治21年7月、アメリカから輸入されたが、父馬については一切不明であった。そのため、スタンダードブレッドまたはスタンダードブレッド系種の可能性が高いとされるものの、豊平の正確な品種は不明である。なお、豊平の一つ下の弟として春駒（父ジェービーフェルグソン 4月2日生 黒鹿毛）がいる。

### 三石郡の大塚牧場へ
生まれた当初の豊平の発育状態は悪く、真駒内種畜場は翌1890年、浦河郡農会へ豊平を貸し付ける。さらに同会は郡内の生産者へ豊平を貸し付け、はじめは赤社心牧場が管理にあたったが1年足らずで返納し、次に三石郡本桐村の大塚牧場が管理にあたった。行く先々で厄介払いされた挙句、大塚牧場がやむなく引き取ったというのが実情であったという。
大塚牧場における豊平はもっぱら牧場主・大塚助吉の乗馬として使役され、終日屋外に放し飼いにされていた。繁殖期には自由交配用の種牡馬（巻き馬）として使役された。このとき豊平以外に数頭の道産子（内国種）の牡馬が巻き馬として放たれていたが、豊平はそれらの馬から激しい攻撃を受け、種付けに成功することはなかったとされる。

### 種牡馬として頭角を現す
あるとき、道産子に攻撃された豊平は隣の牧場の敷地内に逃げ込み、そこにいた牝馬と交配する。血統不詳の巻き馬の仔を受胎させられた牧場主は大いに怒り、大塚は平謝りし賠償金まで支払った。
ところが生まれた仔馬が競走馬として大活躍し、豊平は一躍種牡馬として注目を集めることとなった。種付け頭数が増えるにつれて産駒はますます活躍を続け、その系統は「豊平系」と称されるほどに繁栄した。
産駒ははじめ札幌競馬場、函館競馬場、十勝競馬場といった北海道の競馬場を席巻し、やがて本州の競馬場へ遠征する馬が出現。各地で優れた競走成績を収め、第一浦河、花園は帝室御賞典にも優勝した。
大種牡馬としての地位を確立して以降は、豊平の産駒というだけで高く売れ、また豊平の仔であることを証明する烙印のある馬は無検査で軍馬として購買されるようになった。烙印を押していたのは大塚助吉であったが、助吉のもとを訪れて豊平の仔ではない馬に烙印を押すよう依頼する生産者も現れた（大塚はしばしばそうした依頼を引き受けていたが、烙印の方法を変えることで本物か偽者か判別がつくようにしていたともいう）。

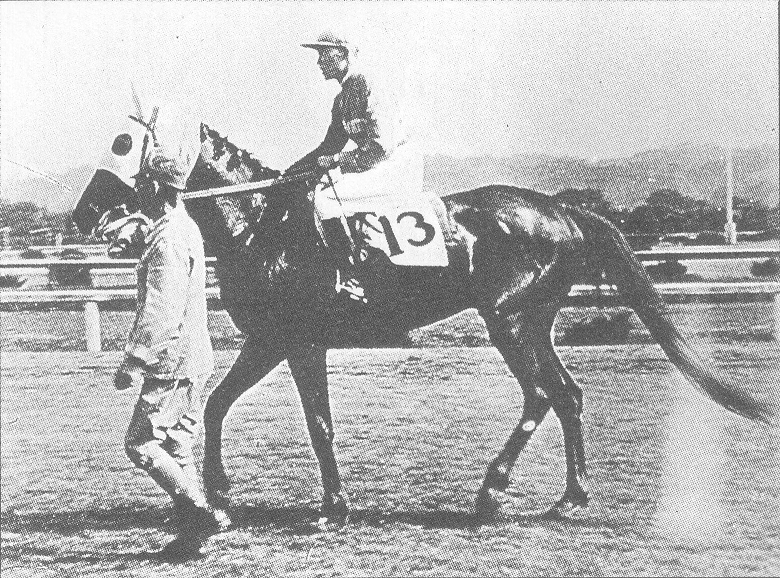
豊平の血を引くとされるカイソウ

なお、豊平の産駒は優秀な競走馬を産むことが少なく、その系統はやがて衰退した。1944年の東京優駿優勝馬カイソウの母には豊平の血が流れていたとされる。

## 主な産駒
第一浦河
1904年、浦河郡本巣牧場が生産。母は第七吾妻（内国産サラブレッド系種）。
帝室御賞典に優勝。産駒の第二漣は馬政局が管理する種牡馬に。
花園
1902年、大塚牧場が生産。母は千里（スタンダードブレッド系種）。
札幌競馬場から近畿地方まで各地を転戦したという。札幌競馬では「大印」号の名で活躍し、
その後園田実徳に3000円にて売却され、池上・川﨑・目黒・根岸・板橋等の各競馬に出走した。
明治40年春季池上競馬では帝室御賞典競走に優勝し、「競馬界の覇王」「日本産馬中の大王」と
持て囃された。あまりの活躍に、前持主の大塚助吉は羨望に堪えずわざわざ東上し、園田実徳に
対し、花園を返付するか、代価を上乗せして欲しいと迫ったという。引退後は種馬用として無償
にて返付するという約束ではあったが、6000円を上乗せして代金を払い大塚と手を切ったという。
本桐